# 도상 (심리학)
심리학(psychology)과 인지과학(cognitive science)에서 말하는 도상(schema) 혹은 스키마는 정보의 범주와 그 범주 사이의 관셰를 조직하는 사고나 행동 패턴을 말한다. 또한 미리 예상하는 사고의 정신적 구조, 세계 일부분을 표상(represent)하는 구조, 정신 도상(mental schema)이나 개념 모형(conceptual model)과 같은 새로운 정보를 조직하고 인지하는 체계를 말한다. 도상은 새로운 지식에 대한 주목과 흡수에 영향을 준다. 사람들은 자신의 도상에 맞춰 사물을 인지하는 경향이 크지만(확증편향Confirmation bias), 반면 도상에 반대되는 것(인지부조화Cognitive dissonance)을 예외라고 재해석하는 것 혹은 맞추기 위하여 왜곡한다. 도상은 변화하지 않는 경향(신념 고착Belief perseverance)이 있다. 심지어 반대되는 정보를 마주할 때에도 그러하다 도상은 세계를 이해하고 급격하게 환경을 바꾸는데 도움을 줄 수 있다. 자동 사고(automatic thought)만이 필요로 하는 경우, 도상을 사용하면 대부분의 상황은 복잡한 사고를 필요로 하지 않기 때문에 사람은 새로운 인식을 빠르게 도상 안으로 조직해 넣을 수 있다.
사람은 최신 지식을 조직하고 앞으로의 이해 구조틀을 제공하는데 도상을 사용한다. 도상의 사례로는 정신 모델(mental model), 사회 도상(social schema), 고정관념(stereotype), 사회적 역할(social role), 행동 원고(Behavioral script), 세계관(worldview), 휴리스틱 이론(heuristic), 원형(archetype) 등이 있다. 성장 발달에 관한 피아제의 인지 발달론(Piaget's theory)에서, 아동은 자신의 경험을 바탕으로 일계열의 도상을 구축하여 세계에 대한 이해를 하는데 사용한다.

## 같이 보기
- 셋 (심리학)
- 심리학